# Douchy-Montcorbon
Douchy-Montcorbon és un municipi francès situat al departament de Loiret, a la regió de Centre-Vall de Loira.

## Història
Es tracta d'un municipi nou, creat l'1 de gener de 2016 de la unió dels municipis de Douchy i de Montcorbon.

## Demografia
| Gràfica d'evolució demogràfica de Douchy-Montcorbon entre 1800 i 2013 |
|                                                                       |

Les dades de població entre 1800 i 2013 són el resultat de sumar les parcials dels dos municipis que formaven Douchy-Montcorbon, les dades de la qual s'han agafat de 1800 a 1999, per als municipis de Douchy i Montcorbon de la pàgina francesa EHESS/Cassini. Les altres dades s'han agafat de la pàgina del INSEE.

## Composició
| Comunadelegada | CodiINSEE | Població(2013) | Superfície(km²) | Densitat(hab./km²) |
| -------------- | --------- | -------------- | --------------- | ------------------ |
| Douchy         | 45129     | 1047           | 23.51           | 45                 |
| Montcorbon     | 45211     | 463            | 26.61           | 17                 |